# 我孫子市消防本部

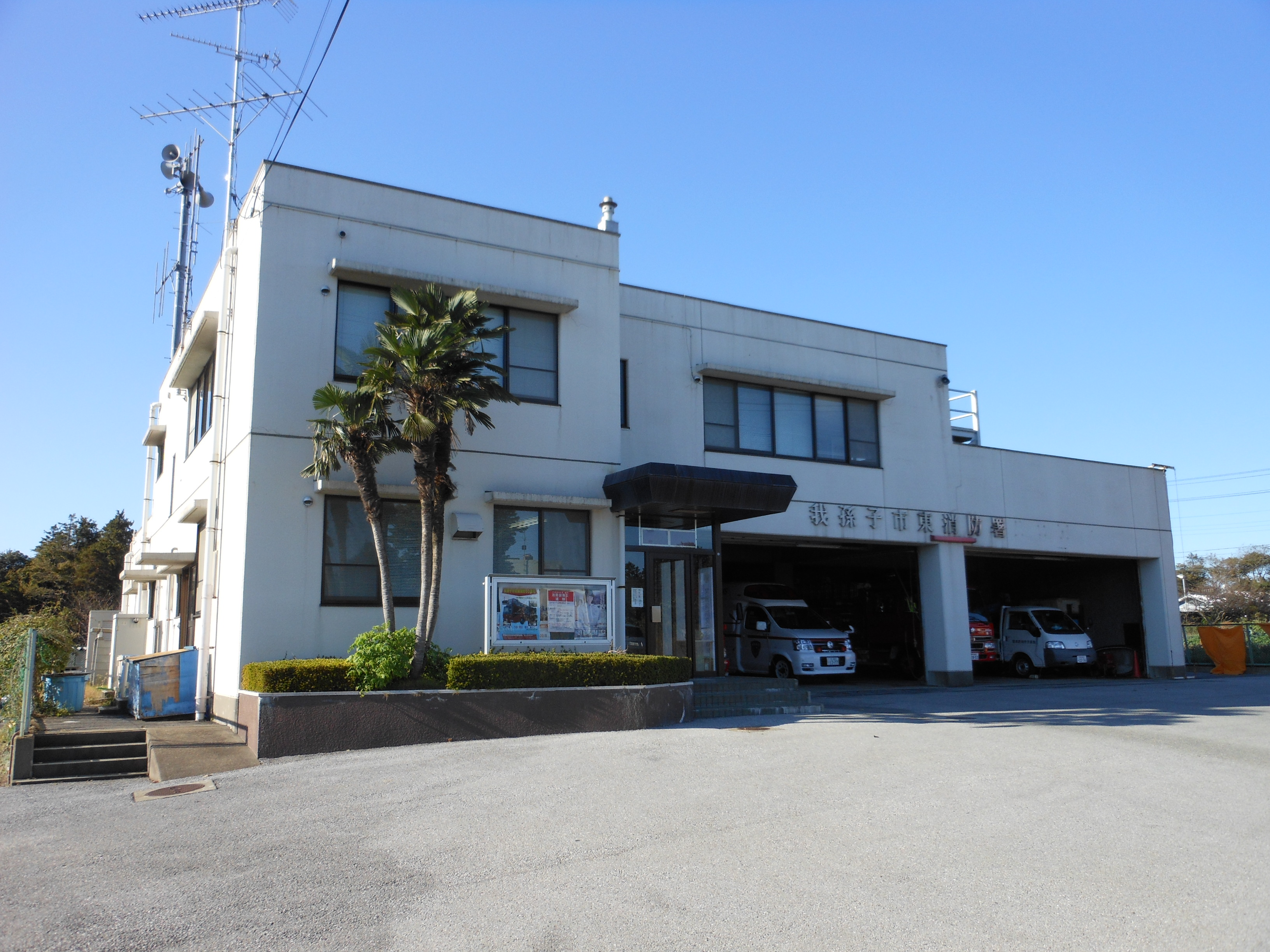
東消防署

我孫子市消防本部（あびこししょうぼうほんぶ）は、千葉県我孫子市の消防部局（消防本部）。管轄区域は我孫子市全域。

## 概要
- 消防本部：我孫子市我孫子1847-6
- 管内面積：43.19km2
- 職員定数：146人
- 消防署2カ所、分署2カ所

### 主力機械
2019年4月1日現在
- 水槽付消防ポンプ自動車：6
- はしご付消防自動車：1
- 化学消防自動車：1
- 救急自動車：6
- 指揮車：1
- 救助工作車：1
- 資機材搬送車：2
- 指令車：5
- 連絡車：7
- 貨物車：2
- 可搬ポンプ積載車：1
- 消防長車：1
- マイクロバス：1

## 沿革
以下の沿革は我孫子市消防本部『あびこの消防 平成20年版』による。
- 1962年11月 - 消防団常備部を設置する。
- 1965年4月1日 - 我孫子町消防本部・我孫子町消防署を設置する。
- 1966年8月1日 - 救急業務を開始する。
- 1968年6月1日 - 布佐出張所を開設する。
- 1970年
  - 5月1日 - 湖北出張所を開設する。
  - 7月1日 - 市制施行に伴い、我孫子市消防本部・我孫子市消防署に改称する。
- 1971年1月 - 化学消防自動車を消防署本署に配備する。
- 1972年4月 - 湖北出張所で救急業務を開始する。
- 1975年2月 - 30メートル級はしご付消防自動車を消防署本署に配備する。
- 1978年7月5日 - つくし野出張所を開設する。
- 1979年9月 - 新消防庁舎が完成する。
- 1980年4月 - 消防本部に課制を導入する。
- 1981年3月 - 布佐出張所で救急業務を開始する。
- 1982年10月 - つくし野出張所で救急業務を開始する。
- 1983年11月 - 救助工作車を消防署本署に配備する。
- 1987年3月3日 - 布佐分署を開設し、消防・救急業務を開始する。
- 1989年4月 - 消防音楽隊が発足する。
- 1991年4月1日 - 布佐分署が東消防署に昇格し、2署制となる。我孫子市消防署を西消防署に改称する。
- 1994年3月 - 高規格救急自動車を西消防署本署に配備する。
- 1998年10月 - 消防音楽隊が休隊する。
- 2008年10月 - 柏市・我孫子市消防通信指令業務共同運用に向け、事務協議会を設置する。
- 2021年2月1日 - 千葉北西部消防指令センター（松戸市消防局内）に通信指令業務を委託[2]

## 組織
- 本部 - 総務課、予防課、警防課
- 消防署

## 消防署
| 消防署   | 住所         | 分署                     |
| -------- | ------------ | ------------------------ |
| 東消防署 | 布佐1114-3   | 湖北：湖北台3-1-2        |
| 西消防署 | 我孫子1847-6 | つくし野：つくし野3-21-1 |